# VenusBlood -FRONTIER-
《VenusBlood -FRONTIER-》是由日本遊戲品牌dualtail製作於2012年4月27日發售的模擬類型成人遊戲，VenusBlood系列的第五部作品，2016年12月22日發售續作《VenusBlood -RAGNAROK-》。2019年12月20日發售日文和英文的國際版，2020年2月7日在Steam發售簡體中文的國際版。

## 故事
魔王史爾特爾宣告將王位讓給拿到由「尤克特拉希爾的心臟」後，魔王的五位子孫們便開始各自率軍入侵由五位女神守護的浮遊樹大陸「尤克特拉希爾」，魔王繼承候補者的洛基在抵達大陸的埃達後開始展開與女神們之間的戰爭。

## 角色

### 主要角色
洛基
本作的男主角，雙親因莫須有的謀反罪名導致父親法爾巴（ファルバ）被處刑，母親辛莫拉（シンモラ）被幽閉，持有的魔裝也被剝奪。
狄露卡（聲優：三郷綾夢）
掌管春季的東天守護神，季節四神的三女，掌管大陸東方商的業國家埃達（エッダ），擁有與洛基母親相似面貌。
芙蕾雅（聲優：佐藤玲羅）
掌管秋季的西天守護神，季節四神的長女，掌管大陸西方的農業大國弗爾克（フォルク），女神中唯一的有夫之婦。
索爾（聲優：有賀桃）
掌管夏季的南天守護神，季節四神的次女，掌管大陸南方的軍事森林國家托爾德海姆（トルドハイム）。
莉格蕾朵（聲優：桃也みなみ）
掌管東季的北天守護神，季節四神的四女，掌管大陸北方雪地國家古蘭茲（グラーズ）。
奥丁（聲優：安堂りゅう）
守護浮遊樹大陸中央神域瓦爾哈拉（ヴァルハラ）的女神。原本是成人姿態的女神，擁有與魔王不相上下的強大神力，在極夜大戰與創造浮遊樹大陸、誕生季節四神之後失去部分記憶和神力，身體也變成年幼姿態。

### 其他角色
菲娜（聲優：花南）
洛基的女僕。
梅尼婭（聲優：花南）
菲娜的姊姊，魔王的秘書。
海拉（聲優：葵時緒）
魔王繼承候補者的長女，率軍攻打瓦爾哈拉。
芬里爾（聲優：御苑生芽衣）
魔王繼承候補者的次女，率軍攻打托爾德海姆。
耶夢（聲優：咲ゆたか）
魔王繼承候補者的三女，率軍攻打古蘭茲。
加姆（聲優：赤紫青）
洛基的部下，過去是所屬法爾巴的鎮壓暴徒部隊「公平之刃」。
西米爾（聲優：花南）
魔王繼承候補者們中最年長的長子，率軍攻打弗爾克。
史爾特爾（聲優：杏アオイ）
支配ウトガルド帝國的年老魔王。

## 工作人員
- 企劃：dualtail
- 原畫：、（國際版）、鹽屋染（國際版）、繼宮鳳姫（國際版）
- SD角色：、鹽屋染（國際版）
- 角色設計：繼宮鳳姫、（國際版）、（國際版）
- 劇本：久巳友和、（國際版）
- 演出：樋舘誠、
- 程式：tomsan
- 音樂：solfa
- 影片：Kizawa Studio.
- CG：(監修)、
- 監製、遊戲設計：

## 主題曲
片頭曲「命運鑰匙（運命の鍵）」
作詞：悠季，作曲、編曲：，主唱：solfa feat.悠季
片尾曲「blank page」
作詞：，作曲、編曲：iyuna，主唱：solfa feat.iyuna

## 評價
《VenusBlood -FRONTIER-》於2012年獲得萌系遊戲大賞的エロス系作品賞BLACK金賞。

## 外部連結
- 官方網站 （页面存档备份，存于）（日語）
- 英文版官方網站 （页面存档备份，存于）（英文）
- 國際版官方網站 （页面存档备份，存于）（日語）（英文）